# Les Petits Gris
Pour les articles homonymes, voir Communauté Saint-Jean.
Les Petits Gris est la trente-et-unième histoire de la série Le Scrameustache de Gos et Walt. Elle est publiée pour la première fois du no 3059 au no 3073 du journal Spirou, puis en album en 1997.

## Univers

### Synopsis
Une étrange sonde amène le Scrameustache à découvrir la Princesse Lila dans un caisson léthargique vieux de 12 000 ans. Mais une étrange race extra-terrestre vient y mettre son grain de sel.

### Personnages
- Le Scrameustache
- Khéna
- Oncle Georges
- Le docteur Paul Vuillard
- Plusieurs Galaxiens
- Oena, leur chef de jour (voir : Les Enfants de l'arc-en-ciel)
- Lila (voir : Le Cristal des Atlantes)
- Golok (voir : Les Naufragés du Chastang)
- Deux Petits Gris

Trois nouveaux personnages, introduits dans les trois précédents albums, sont réunis dans cette aventure.

### Lieux
La majeure partie de l'action se situe dans le village de Pommerol, dans le département de la Drôme. 

### Dédicace
En préface, Gos rend hommage au docteur Vuillard, sauveur de Pommerol.